# Palon
Palon (Acantholabrus palloni) – gatunek ryby z rodziny wargaczowatych, jedyny przedstawiciel rodzaju Acantholabrus Valenciennes, 1839. Poławiana gospodarczo.

## Zasięg występowania
Wschodni Ocean Atlantycki, od Norwegii do Wysp Kanaryjskich, Morze Śródziemne i Adriatyckie, głównie w rejonach raf koralowych na głębokościach od 30–500 m p.p.m.

## Opis
Ciało wydłużone, owalne w obrysie. Budowa podobna do jaskronia, z którym jest blisko spokrewniony. Palon osiąga do 25 cm długości. Żywi się bezkręgowcami. Prowadzi samotniczy tryb życia.